# Twin Lakes, Minnesota
Twin Lakes là một thành phố thuộc quận Freeborn, tiểu bang Minnesota, Hoa Kỳ. Năm 2010, dân số của thành phố này là 151 người.

## Dân số
- Dân số năm 2000: 168 người.
- Dân số năm 2010: 151 người.